# Fotografia nocna

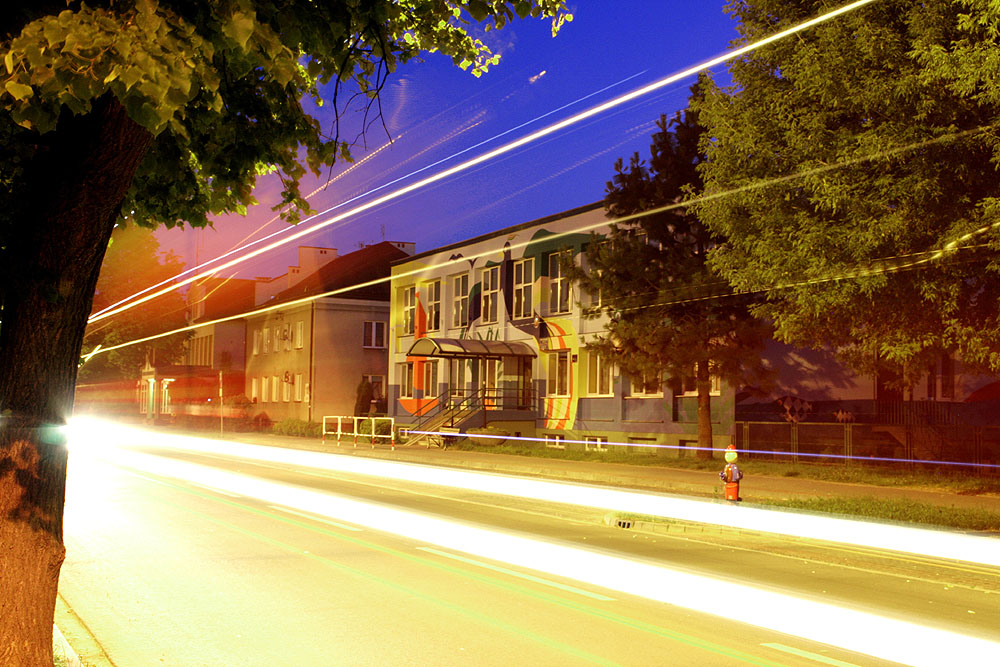
Fotografia nocna, widoczny efekt długiego czasu otwarcia migawki; Foto: Paweł Matyka

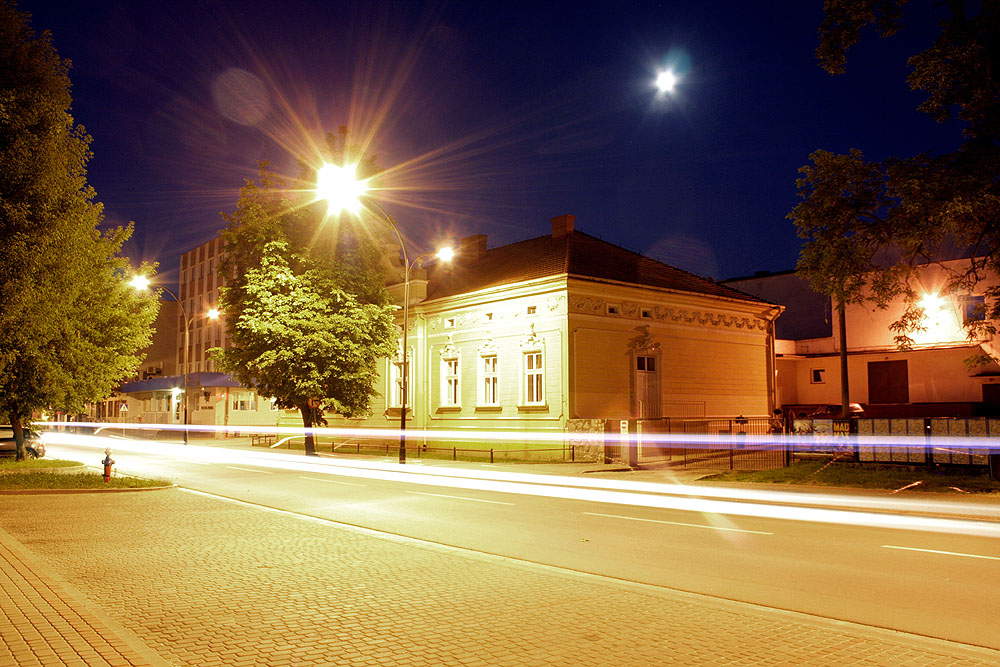
Fotografia nocna; Foto: Paweł Matyka

Fotografia nocna – fotografowanie nocą, późnym wieczorem lub wczesnym rankiem; przy długim czasie ekspozycji (długim czasie otwarcia migawki), z wykorzystaniem czasu „B”.

## Fotografowanie
Najlepsze, najbardziej interesujące zdjęcia nocne to zdjęcia zrobione w czasie „błękitnej godziny” – tuż po zachodzie słońca, kiedy niebo jest już prawie czarne ale jeszcze widać na nim resztki dnia. Dzięki temu na fotografii widoczne jest jeszcze niebieskie, błękitne niebo, w zestawieniu z pozostałą (nocną) częścią fotografowanego planu. Na zdjęciach zrobionych w późnych godzinach nocnych, niebo ma już kolor czarny. Podobnie, efekt błękitnego nieba uzyskuje się na zdjęciach zrobionych przed wschodem słońca.   
Parametry ekspozycji współczesnych aparatów fotograficznych pozwalają na nocne zdjęcia migawkowe, jednak najciekawsze efekty uzyskać można przy zastosowaniu długich czasów ekspozycji (od kilku, kilkunastu sekund do kilkudziesięciu minut). Wtedy to (na przykład) poruszający się po jezdni samochód nie będzie widoczny na fotografii, widoczne będą jedynie smugi świateł samochodu. Poruszające się postacie (osoby) – na zdjęciach nie będą w ogóle widoczne, dzięki temu fotografowany plan, fotografowane miejsce wyglądać będzie jak opustoszałe, opuszczone, nierzeczywiste.   
Zastosowanie długich czasów ekspozycji wymaga ustawienia aparatu na statywie i użycia wężyka spustowego, jednak daje możliwość zastosowania niewielkiej czułości ISO (100; 200), dzięki temu uzyskujemy obraz dobrej jakości (im większa czułość ISO – tym gorsza jakość fotografii (szczegóły, kolory, nasycenie, szum, ziarnistość).   
Przy fotografowaniu w nocy należy zwrócić uwagę na to, by w (miarę możliwości) jak najwięcej elementów fotografowanego planu było mniej lub bardziej (ale jednak) oświetlone. Jeśli poszczególne elementy w kadrze (szczególnie pierwszoplanowe) nie są dostatecznie oświetlone – konieczne jest uzupełnienie brakującego światła np. lampą błyskową, latarką bądź innym źródłem światła. Takie doświetlanie fotografowanego miejsca (malowanie światłem) otwiera wiele możliwości kreowania obrazu, ograniczonych tylko i wyłącznie wyobraźnią fotografa. Użycie kolorowych filtrów, zakładanych na ww. źródła światła ułatwia ingerencję w kolorystykę przyszłej fotografii.   
Wykorzystanie naturalnego źródła światła jakim jest Księżyc (w pełni) – to doskonała okazja do „wydobycia” wielu szczegółów fotografowanego miejsca.   
Niedogodnością tej techniki fotograficznej jest brak możliwości obliczenia parametrów ekspozycji. Jedyną stałą wartością jest czas otwarcia migawki – Czas B, wartość przysłony ustawiana jest dla uzyskania odpowiedniej głębi ostrości. O prawidłowej ekspozycji decyduje siła fotografowanych źródeł światła i ich odległość od aparatu – ze zwróceniem uwagi na czułość (ISO), ustawioną w aparacie.   
Unikatowość nocnej fotografii to zdecydowanie inny odbiór miejsca, scenerii – fotografowanej w nocy, od tego samego miejsca fotografowanego w dzień.

## Wymagania techniczne
Aparat fotograficzny z możliwością ręcznego (manualnego) ustawienia ostrości i parametrów ekspozycji (przysłona, czas), w tym czasu: „B”; statyw (klamra zaciskowa); pilot (wężyk spustowy); latarka, kolorowe filtry (inne źródła światła – ze zróżnicowaną temperaturą barwową światła – uzyskiwane interesujące efekty świetlne).

## Historia
Jednym z pionierów nocnej fotografii był amerykański fotograf John Adams Whipple (1822–1891) - autor pierwszych nagrodzonych fotografii Księżyca i nocnego nieba (gwiazd). 
Zdecydowany rozkwit tej fotografii przypada na przełom XIX i XX wieku, kiedy to nocna fotografia stała się samodzielną gałęzią sztuki fotograficznej. Stało się to możliwe dzięki coraz doskonalszej technice fotograficznej – coraz lepsze negatywy, lepsze i poręczniejsze aparaty fotograficzne, dostępność lamp błyskowych. Od 1929 w Paryżu fotografią nocną zajmował się węgierski artysta Gyula Halász. Fotograf, mimo wykonywania aktów do złudzenia przypominających malarstwo czy rzeźbę, stał się sławny dzięki nocnym fotografiom. Jest uznawany za prekursora fotografii ulicznej. W latach 30. XX wieku amerykański fotograf Sid Grossman (1913–1955) był jednym z największych kronikarzy klasy pracującej w Nowym Jorku. Zajmował się nocną fotografią uliczną. W tym samym czasie nocna fotografia była przedmiotem zainteresowania Billa Brandta, pracującego w Londynie. 
Inni pionierzy nocnej fotografii to: Edward Steichen (1879–1973), Alvin Langdon Coburn (1882–1966), Robert Frank (1924–2019), Giuseppe Albergamo (1905–1985), David Deutsch – autor lotniczych (nocnych) zdjęć przedmieść Los Angeles.
Źródło.